# 아흐메드 아차니

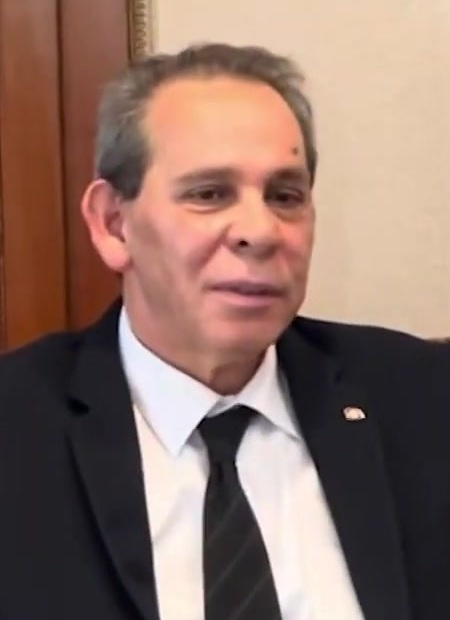

아흐메드 아차니(Ahmed Hachani, 1956년 10월 4일~)는 튀니지의 정치인이다. 2023년 8월 1일부터 그는 튀니지의 총리직을 맡고 있다.

## 어린 시절
아차니는 튀니스 대학교 법학부를 졸업했다. 그 후 그는 튀니지 중앙은행에 근무했다.

## 정치 경력
2023년 8월 1일, 아차니는 카이스 사이에드 대통령에 의해 국가의 새 정부를 구성하도록 임명되었다. 그는 그날 해고된 나즐라 부덴(Najla Bouden)을 대신했다. 2024년 8월 7일 아흐메드 하차니(Ahmed Hachani)가 정부 수반직에서 해임되고 카멜 마두리(Kamel Madouri) 사회부 장관이 교체되었다.